# Strada europea E961
La strada europea E961 è una strada europea completamente ubicata nel territorio ellenico. Come si evince dalla numerazione, si tratta di una strada di classe B.

## Percorso
La strada inizia a Tripoli, subito incrocia l'autostrada greca A7, nonché strada europea E65 e dove continua verso sud. Dopo aver incrociato l'autostrada greca A71 entra nel centro di Sparta e proseguire verso Giteo dove finisce.